# Szentmihályi Gábor
Szentmihályi Gábor, művésznevén: Michel, vagy Michel de Lux (Budapest, 1964. március 7. –) magyar zenész, dalszerző, dobos, hangmérnök, az Első Emelet majd a Rapülők dobosa.

## Zenei pályafutása
Hatéves kora óta dobol, kamaszkorában már zenekarokban játszott, érettségijével közel egyidőben szerezte meg "A kategóriás" dobos bizonyítványát az Országos Szórakoztatózenei Központban. Vendéglátóhelyeken kezdett dobolni, majd bekerült a Thermal Hotelben (ma: Danubius Health Spa Resort Margitsziget) játszó zenekarba. A zenekart ebben az időben szerződtették külföldre, így velük tartott, kezdetben Olaszországban, majd Norvégiában játszott szórakozóhelyeken, onnan tért haza 1983-ban. Magyarországon szinte rögtön megkereste Szentmihályit az Első Emelet együttes, így '83 telétől már a máig nevezetes klasszikus felállásban játszottak. A zenekar az újhullámmal és a szintipoppal a hazai könnyűzenei életben újdonságbak számító zenei stílust hozott, tíz megjelent nagylemezük közül hétben Szentmihályi is közreműködött. Az együttessel szerzett szakmai ismertsége révén többen megkeresték, hívták dobolni, azonban az Első Emelet kizárólagosságot kötött ki a fellépésekre.
1989 májusában szakított a zenekarral elsősorban azért, mert új stílusokat akart tanulni, kipróbálni és másokkal zenélni. Az elválás nem volt konfliktusmentes, Berkes Gábort leszámítva az Első Emelet 1990 előtti tagjai és Szentmihályi között máig tartó feszültség van. Nem sokkal később Berkes megkeresésére Geszti Péterrel megalapították a Rapülők együttest, ahol már Berkessel közösen dalokat is írt, alapokat dolgozott ki. A Rapülők ugyan 1994-ben feloszlott, de Szentmihályi valamennyi "búcsúkoncertjükön" - utoljára 2017-ben - fellépett, így a klasszikus trió, a Geszti - Berkes - Szentmihályi alkalmilag együtt maradt, szemben az Első Emelettel, mellyel kilépése óta nem koncertezett a dobos.
Az Első Emelettel való szakítástól kezdve más zenészekkel, zenekarokkal session-zenészként dolgozott együtt a legkülönbözőbb irányzatokban, az évek során többek között Demjén Ferenccel, Varga Miklóssal, Gerendás Péterrel, Szikora Róberttel, Somló Tamással, Charlieval. 
Mint dobos 1994-től elsősorban session-zenészként lépett fel, a legkülönbözőbb formációkhoz csatlakozva gyakran valakit helyettesítve. Allandó fellépője lett a Bon-Bon együttesnek. A szcéna legismertebb szereplőitől eltérően oktatással nem foglalkozik, elsősorban produktív lehetőségeket keres. 1993-ban saját zenei stúdiót indított, ahol reklámfilmzenék készítésével, hangutómunkával, hangoskönyvek készítésével foglalkozik.

## Magánélete
Egy fia és egy lánya van, édesapja pedig Szentmihályi Antal labdarúgókapus.

## Díjai
A Pesti Műsor által szervezett Popmeccs közönségszavazatai alapján számos alkalommal ért el helyezést az év dobosaként.
- 1984-ben a harmadik helyezést érte el Barile Pasquale és Solti Jánost követve.[10]
- 1986-ban második lett Barile Pasquale után.[11]
- 1989-ben a közönségszavazatok alapján az ötödik helyezett lett, mint az év muzsikusa, a szakmai szavazatok alapján a harmadik legtöbb szavazatot kapta az év dobosa kategóriában.[12]
- 1990-ben Szentmihályi Gábor lett az év dobosa[13]